# Slagelse Gymnasium
Slagelse Gymnasium er et større gymnasium og hf-kursus, beliggende i det vestlige Slagelse. Skolen har omkring 1.100 elever og ca. 110 lærere.

## Historie
Skolen omtales første gang som Slagelse Latinskole i 1507; dog var der formentlig oprettet en lignende skole ved Antvorskov Johanitterkloster langt tidligere. I 1551 opførtes en ny bygning til skolen på det nuværende Fisketorv, der husede skolen frem til 1616, hvor den flyttedes til kirkeladen for foden af Sankt Mikkels Kirke. Bygningen er stadig bevaret, og her gik bl.a. Nicolai Edinger Balle, Jens Baggesen, B.S. Ingemann, C.N. Rosenkilde og William Christopher Zeise i skole.
Den flyttede igen i 1809, denne gang til Bredgade, hvor H.C. Andersen, Vilhelm Beck og Ludvig Fenger gik i skole. Den bygning eksisterer ikke mere. I 1852 blev skolen nedlægges, men genopstod som realskole i 1853. Realskolen flyttede til Skolegade i 1857, og omdannedes i 1927 til gymnasium. Navnet ændrede navn til Slagelse højere Almenskole og senere til Slagelse kommunale højere Almenskole.
I 1945 ændredes navnet til Slagelse kommunale Gymnasium. Da skolen i 1968 udvidede med højere forberedelseseksamen ændredes navnet igen – til det nuværende Slagelse Gymnasium og HF-kursus. I 1977 rykkede skolen ind i de nuværende bygninger på Willemoesvej.
Slagelse Gymnasium har lagt flere videoer om matematik på sin YouTube-kanal.

## Kendte studenter og elever
- 1507: Hans Tausen, teolog, biskop og reformator
- 1742: Casper Peter Rothe, godsejer og forfatter
- 1756: Villads Borchsenius, præst og forfatter
- 1770: Peter Vorndran, embedsmand
- 1782: Jens Baggesen, digter
- 1784: Rasmus Langeland Bagger, borgmester
- 1784: Ketil Melstedt, officer og jurist
- 1804: Christian Niemann Rosenkilde, skuespiller
- 1806: B.S. Ingemann, salmedigter
- 1822: H.C. Andersen, eventyrdigter
- 1827: F.E. Hundrup, personalhistoriker
- 1835: J.C.H. Fischer, minister
- 1844: Carl Salicath, borgmester
- 1930: Helga Pedersen, dommer og fhv. minister
- 1952: Henning Poulsen, professor i historie, Århus Universitet
- 1972: Christian S. Nissen, tidl. DR-generaldirektør
- 1974: Jørn Jespersen, uddannet skolelærer og politiker fhv. folketingsmedlem
- 1981: Jesper Thomas, forfatter
- 1982: John Dyrby Paulsen, cand.polit. og politiker, folketingsmedlem og senere borgmester
- 1987: Anne Cecilie Frøkjær-Jensen, journalist og TV-værtinde ved TV 2
- 1987: Janni Pedersen, journalist og nyhedsvært på TV 2 og senest også forfatter
- 1991: Cathrine Gyldensted, journalist og forfatterinde
- 2003: Christian Müller Bækgaard, journalist
- 2013: Astrid Carøe, politiker